# Baltajskij rajon
Il Baltajskij rajon (in russo Балтайский район?) è un rajon dell'Oblast' di Saratov, nella Russia europea. Istituito nel 1928, il suo capoluogo è Baltaj.